# 大明俊
大明俊（韓語：대명진，?—?），一作大俊明，渤海国宗室大臣。大氏。第十一世渤海王大彝震之子。
咸和二年（832年，唐文宗大和六年）正月，大明俊奉父大彝震之命到唐朝朝贡，在麟德殿被唐文宗接见。咸和七年（837年，唐文宗开成二年），再次被派遣到唐朝长安贺正旦，再于麟德殿廷见。这次随行有入唐学习生徒16人，被留止在青州（治今山东省青州市），经过大明俊交涉，获准6人入“上都”学习，其他十人令回到渤海国。